# Zerbster Stadtmauer

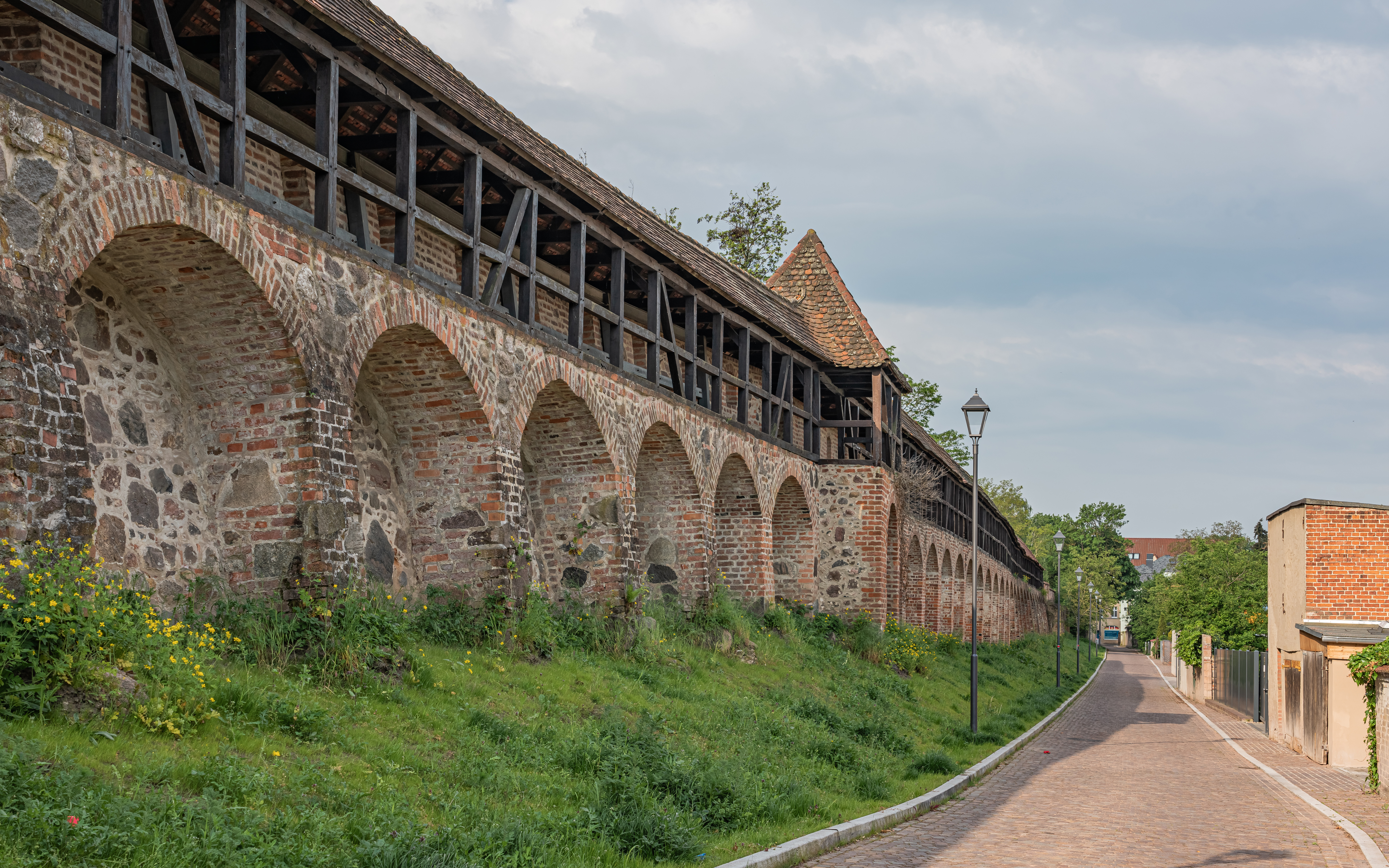
Wehrgänge der Mauer an der Puschkin-Promenade

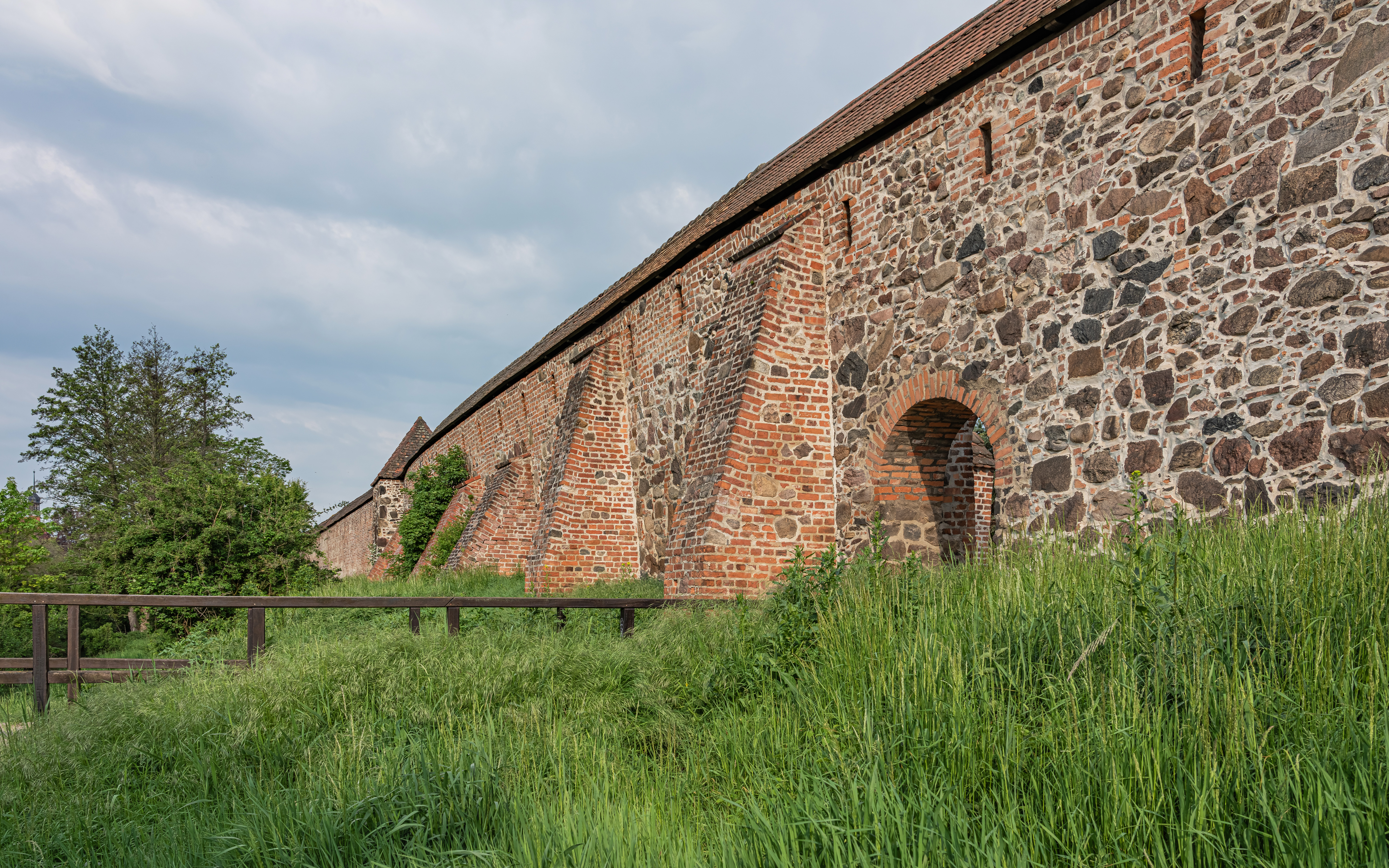
Die Stadtmauer an der Puschkin-Promenade, Auswärtsseite

Die Zerbster Stadtmauer ist eine Stadtbefestigung, die mit einer 4,2 km langen Mauer, Toren und Türmen die Altstadt von Zerbst umschließt.

## Geschichte
Bei der Einnahme der Stadt Zerbst im Jahr 1007 durch Boleslaw I. Chobry bestand die Befestigung der Stadt vermutlich nur aus Erdwällen und Planken, eventuell auch aus Lehm- und Mauerbauten. Im 14. Jahrhundert wurde in einer Urkunde über Erhöhung und Ausbau eine Stadtmauer mit Türmen erwähnt. Im Jahr 1420 wurde die Mauer zur Zeit der Hussitenkriege und der Plünderungen märkischer Raubritter weiter ausgebaut. Zwischen 1430 und 1434 wird schließlich die heutige Stadtmauer errichtet, wobei sie erst im Jahr 1485 vollständig geschlossen wurde. Nach dem Aufkommen der Feuerwaffen wurden 1571 die Wehrgänge mit zusätzlichem Dach und Schießscharten versehen und erhielt nach innen ein Fachwerk.

## Bauwerke
Die Stadtmauer wurde hauptsächlich zwischen 1430 und 1434 erbaut und damit im Vergleich zu anderen zur damaligen Zeit bedeutenden Städten der Region erst relativ spät angelegt. Die Gestaltung der Stadtmauer folgte hierbei vorhandenen natürlichen Geländegegebenheiten wie Flussläufen und Sumpfgebieten. Ursprünglich wurde die Mauer durch über 50 Wehrtürme und Wiekhäusern gesäumt, von denen noch heute einige sehr gut erhalten sind. Zudem wurden die Durchbrüche der bedeutenden Ausfall- und Handelsstraßen durch die folgenden fünf großen Stadttore geschützt:

Das Dornburger Tor mit Wach- und Schreiberhaus

- Das Dornburger Tor im Ostteil der Stadt wurde im 15. Jahrhundert errichtet und zunächst als „Breite-Straßen-Tor“ bezeichnet. Nach der Übernahme der fürstlichen Herrschaft durch die Anhalt-Zerbst-Dornburger Linie erfolgte im Jahr 1753 die Umbenennung in Dornburger Tor. Neben dem massiven Wehrturm, durch den der Verkehr geführt wurde, bestand das Tor aus einem Wächter- und einem Torschreiberhaus zu seinen Seiten. Diese wurden aus verkehrstechnischen Gründen im Jahr 1875 abgetragen, so dass heute nur noch der Turm besteht. Nach der Zerstörung des Turmdachs samt Laterne (Architektur) im April 1945 wurde dieses durch ein einfaches Spitzdach ersetzt.
- Das Heidetor ist das noch heute am besten erhaltene Tor. Sein Name geht auf die ehemalige Brandsheide, Besitz des  Herren von Lindau, auf die es zu führte. Infolge seiner exponierten Lage waren das Tor sowie der angrenzende Mauerabschnitt der am stärksten befestigte Abschnitt der Stadtmauer. So ist die Mauer hier bis zu 7 m hoch und wurde einst von doppelten Wallanlagen und dem Stadtgraben abgeschirmt. Die Toranlage selbst verfügte über ein Vortor mit Zwinger von dem heute noch Reste erhalten sind.
- Das Frauentor – zunächst als „Breede Tor“ bezeichnet – ist nach dem ehemaligen unmittelbar daneben liegenden Frauenkloster benannt. Von der ehemals mit Vortor und Wallanlagen sehr stark befestigten Toranlage ist heute nur noch der große Wehrturm erhalten. Die barocken Aufbauten und Verzierungen fielen einem Bombenangriff zum Opfer.
- Das ehemalige Ankuhner Tor verband Zerbst mit der für die Lebensmittelversorgung wichtigen Vorstadt Ankuhn. Die Toranlage wurde vergleichsweise schlicht gehalten, da der Ankuhn über eigene Wallanlagen verfügte. Aus verkehrstechnischen Gründen wurde das Tor im 19. Jahrhundert abgetragen.
- Durch das ehemalige Akensche Tor führte die wichtige Handelsstraße nach Aken an der Elbe. Das Tor wurde ebenfalls im 19. Jahrhundert aus verkehrstechnischen Gründen abgerissen.

Das ehemalige Akensche Tor

Das ehemalige Ankuhnsche Tor

Die Zerbster Stadtbefestigung ist bis heute zum größten Teil erhalten bzw. wurde nach den Zerstörungen des Bombenangriffs im April 1945 wiederhergestellt. Der hölzerne Teil der Wehrgänge brannte ab, eine kurze Strecke wurde wiederaufgebaut. Die Fachwerk-Laternen mit Welschen Hauben des Frauentors und Dornburger-Tors wurden vernichtet und durch einfache Dächer ersetzt. Weitere heute noch erhaltene Teile der alten Befestigungsanlagen sind:
- Das Wiekhaus am Plan
- Die Marienpforte mit Wehrturm und Wehrgängen
- Der Befestigungsturm Kiekinpott wurde 1396 von den Bürgern der Stadt in unmittelbarer Nähe der damaligen fürstlichen Wasserburg errichtet, um dem Fürstenhaus das städtisch bürgerliche Selbstbewusstsein vor Augen zu führen. Dem Namen nach sollte man vom „Kiekinpott“ hinüber in die Burgküche in den Topf des Fürsten gucken können. Trotz dieser Provokation blieb der Turm bestehen, doch musste die Stadt zur Strafe 900 Silbermark zahlen.
- Der mächtige Rundturm Kuchels Warte

## Galerie

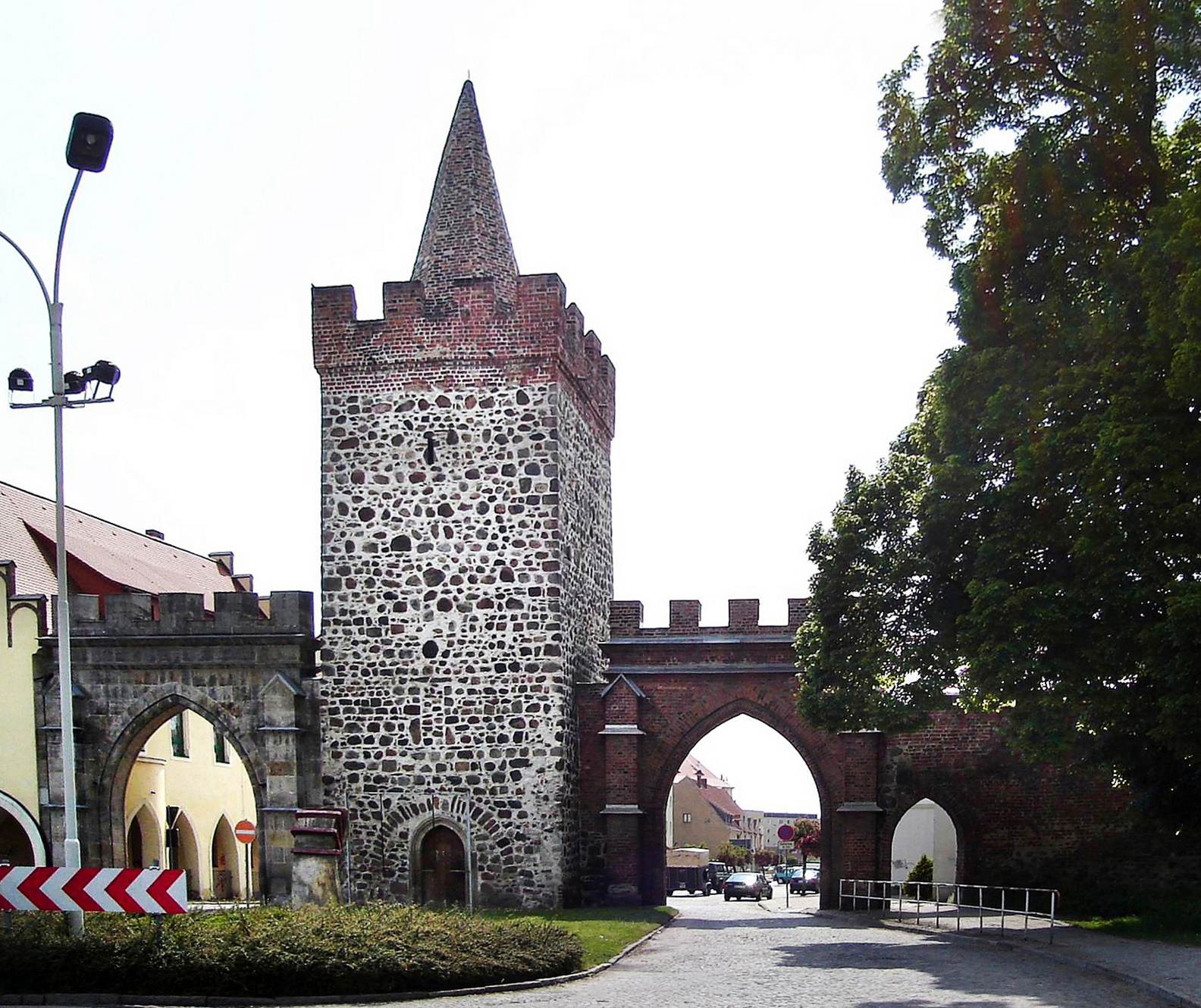
Heidetor
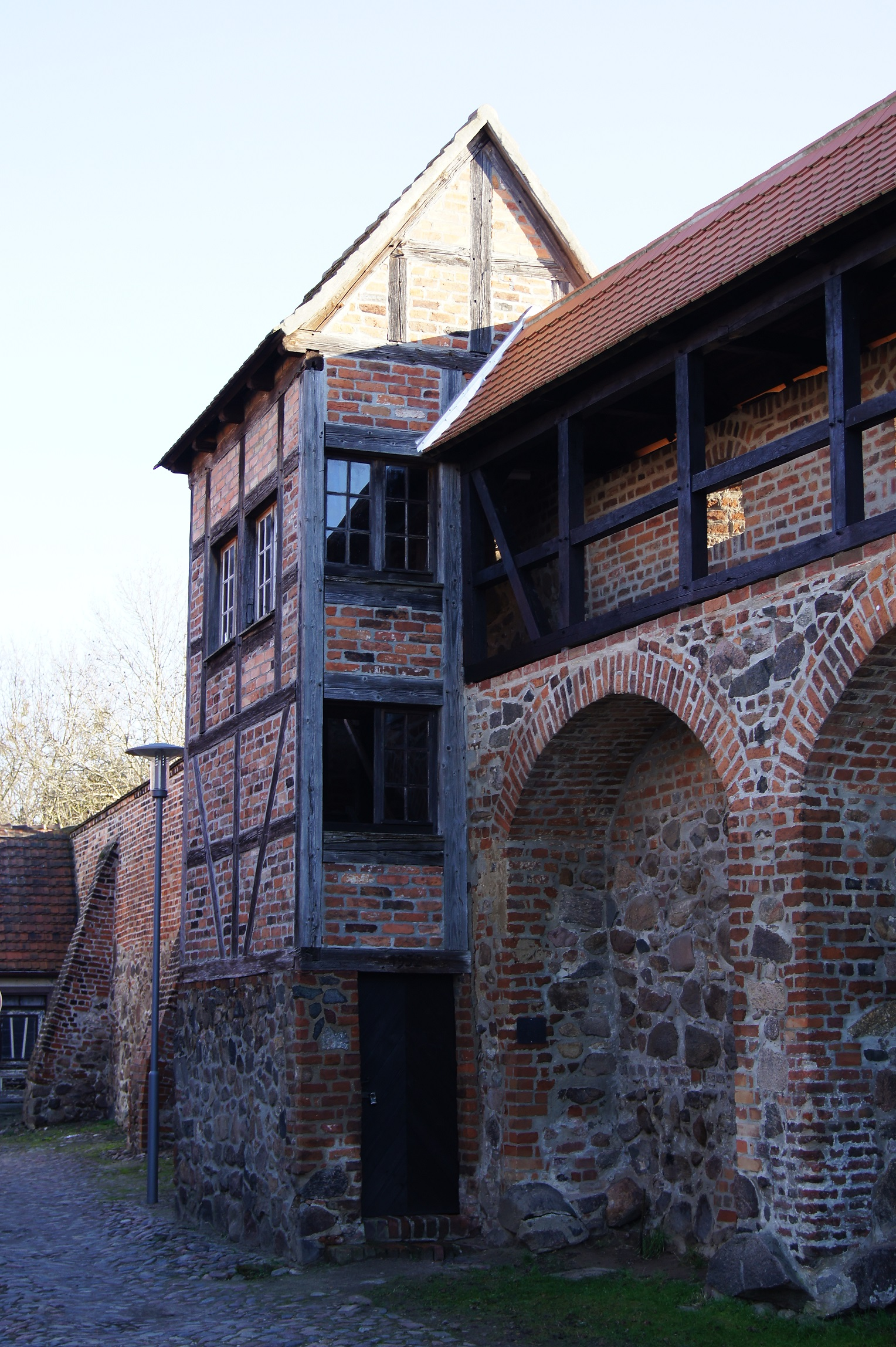
Marienpforte
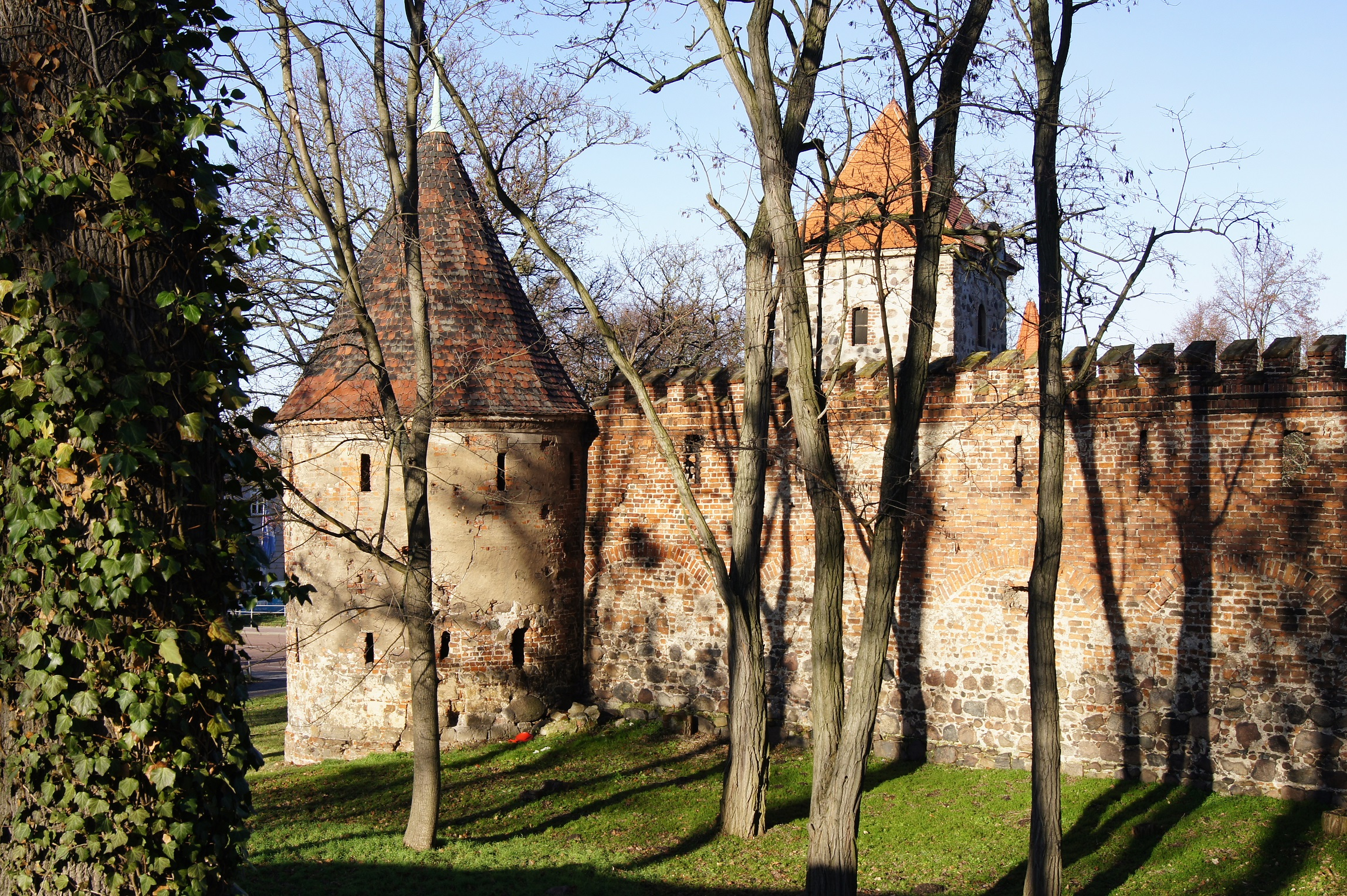
Blick von Schlossgarten auf den Befestigungsturm „Kuchels Warte“ das Dornburger Tor
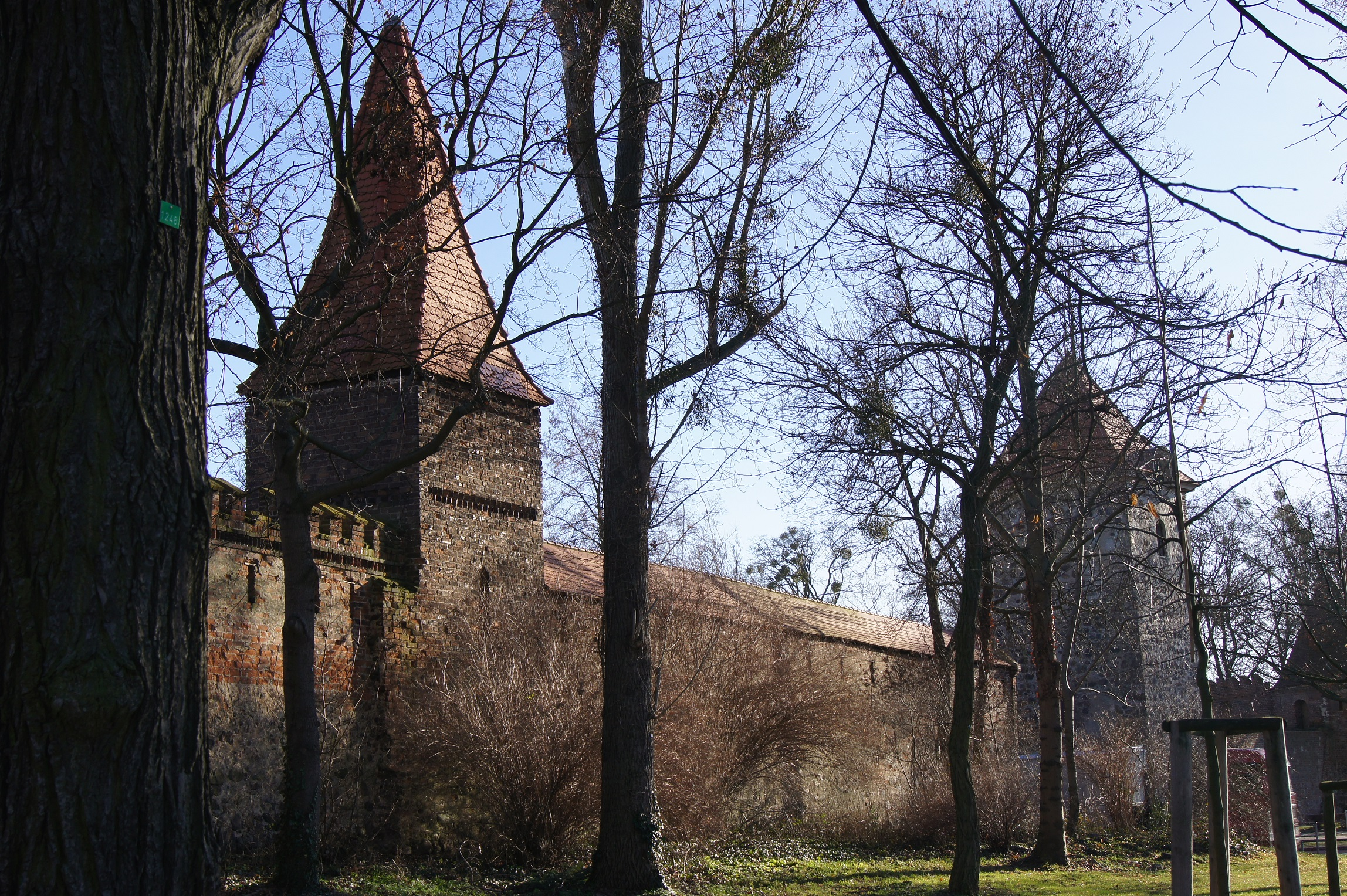
Blick von der Dr.-Martin-Luther-Promenade auf den Turm „Zuckerhut“ und das Dornburger Tor
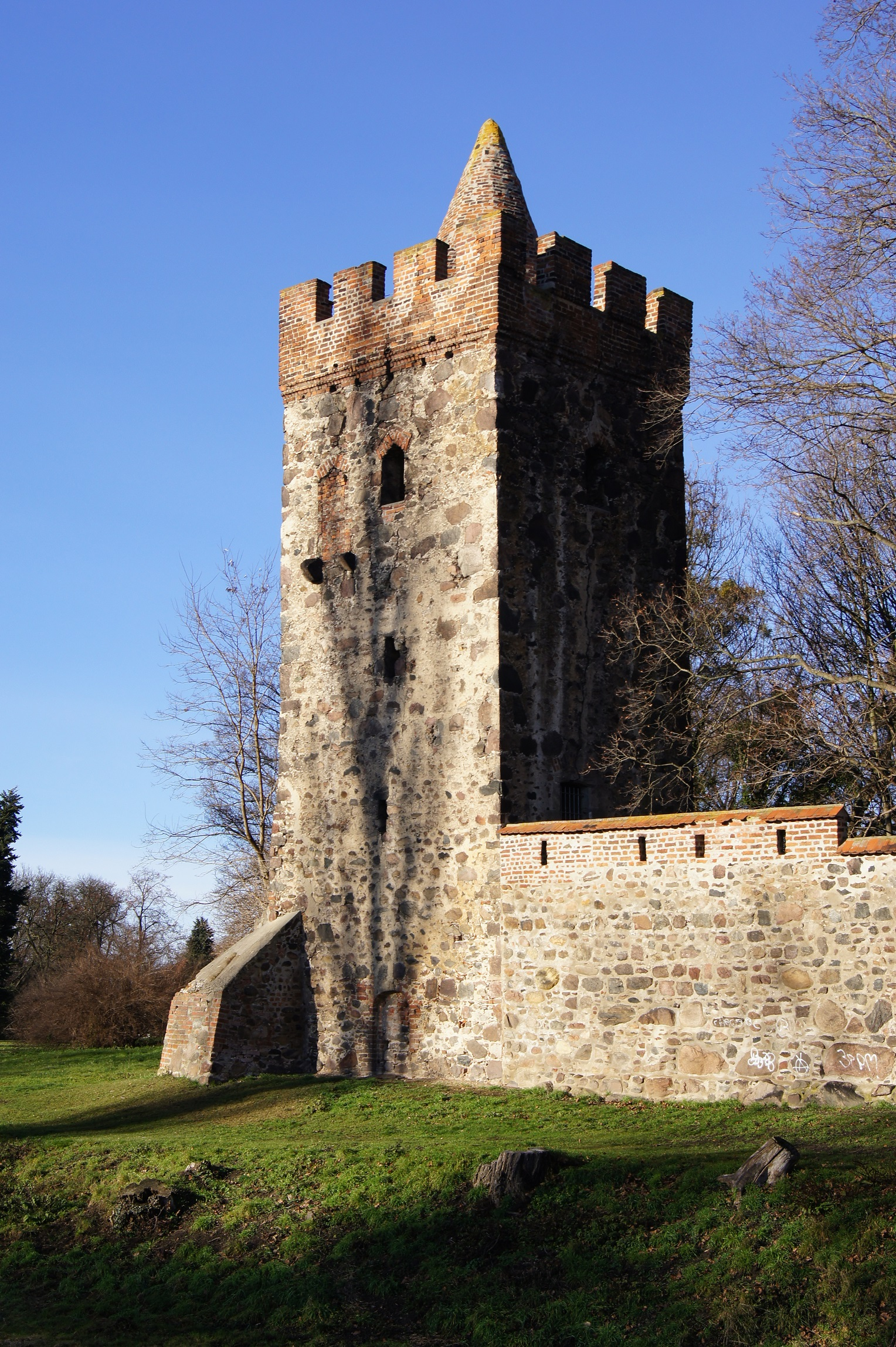
Befestigungsturm „Kiekinpott“
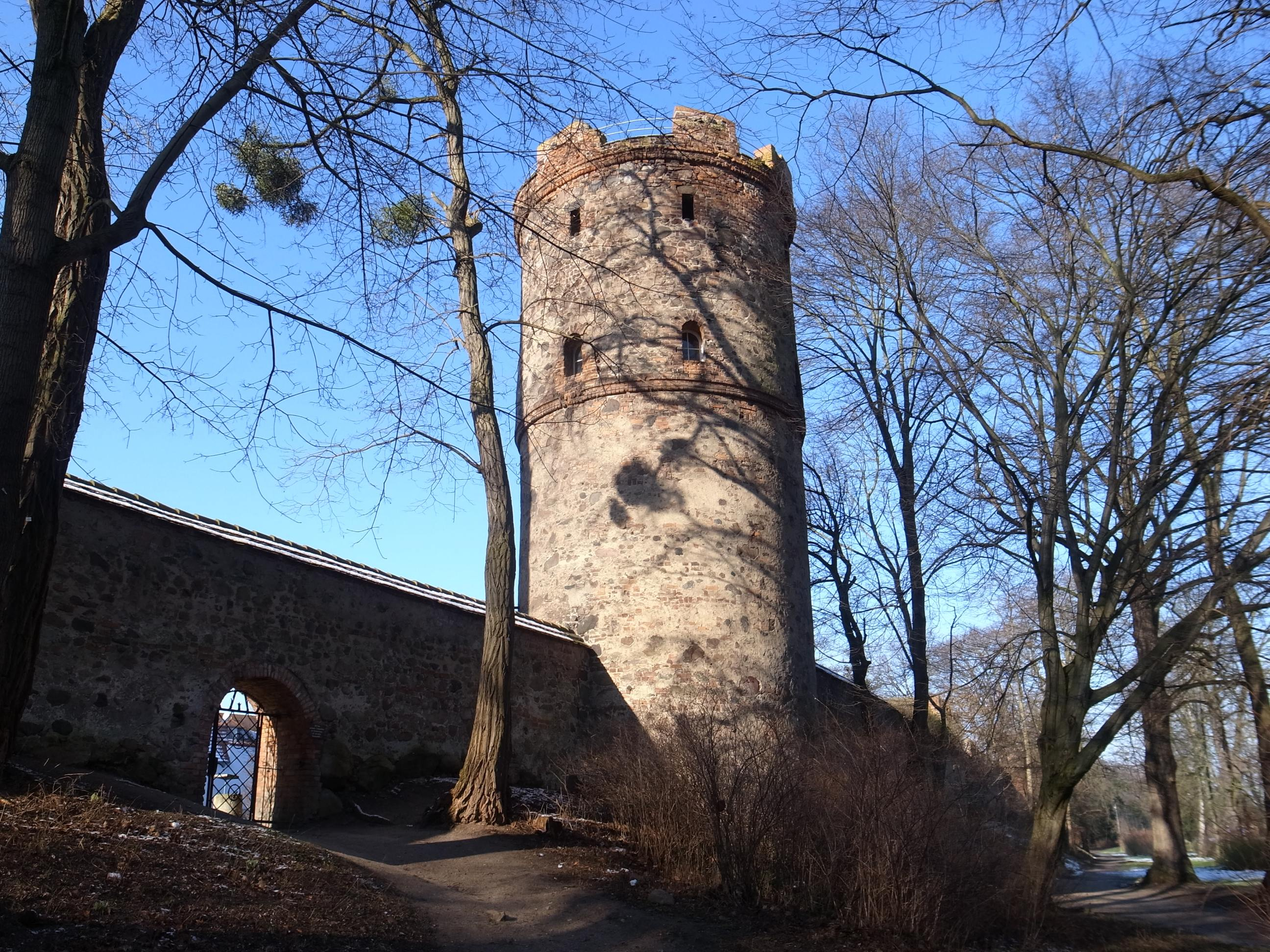
Wehrturm, heute Sternwarte des Francisceum Zerbst